# Adventures in Perception
Adventures in Perception (Alternativtitel Met het oog op avontuur) ist ein niederländischer Dokumentarfilm von Han van Gelder aus dem Jahr 1971.

## Inhalt
Der Film beginnt mit ein paar Bildern, die M. C. Escher darstellen. Sein Name wird genannt und die Bitte geäußert, hinzuschauen, sorgfältig hinzuschauen. Dann werden etwa zehn Minuten lang kommentarlos Bilder von Escher gezeigt, zumeist beginnend im Detail, dann bewegt sich die Kamera über das Bild, um es schließlich vollständig zu zeigen. Nach etwa zehn Minuten werden auch Bilder bei der Entstehung gezeigt, wobei der Erzähler Biographisches von Escher berichtet, Inhalte der Kunst Eschers erklärt und Zitate von ihm wiedergibt. Zum Beispiel, dass er von sich behauptete, dass ihm die Schule nicht gefiel, allenfalls der Kunstunterricht. Das bedeute aber nicht, dass er in irgendeiner Form gut darin war, nicht einmal beim Zeichnen. Oder das Zitat, dass er den Begriff Künstler immer suspekt fand. Er wisse nicht, was er bedeutet, nicht, was Kunst eigentlich sei. Er wisse, was Wissenschaft bedeutet, aber er sei kein Wissenschaftler. Er freue sich sehr, dass Wissenschaftler seine Werke mögen, ja, sie als einzige Möglichkeit sehen, ihre Theorien zu visualisieren. Es überrasche ihn aber auch. Am Ende wird noch eine minutenlange Fahrt über eines seiner Bilder gezeigt, eine Aneinanderreihung vieler seiner Motive.

## Produktion
Han van Gelder produzierte Adventures in Perception mit seiner Produktionsfirma im Auftrag des niederländischen Außenministeriums. Gemäß dem Abspann gehört der Film zu der Serie Living Arts in the Netherlands.

## Rezeption
Bei der Oscarverleihung 1972 war Han van Gelder für den Film in der Kategorie Bester Dokumentar-Kurzfilm nominiert. Der Oscar ging aber an Robert Amram und Manuel Arango für Centinelas del silencio.
Adventures in Perception wurde in Mathematikbüchern als Video empfohlen.